# Pacôme de la Kena
Pacôme de la Kena (en russe : Пахомий Кенский, Pakhomi Kenski), né au XVe siècle et mort vers 1515, est un saint orthodoxe russe, vénérable du Nord russe.

## Biographie
Le moine Pacôme est né au XVe siècle à une date inconnue. Il fonda dans la seconde moitié du XVe siècle le moinastère de la Transfiguration de la Kena. En 1508, le moine Antoine de Siya prononça ses vœux monastiques au monastère de la Kena. 
Le moine est décédé vers 1515, et il est célébré localement comme un saint.